# Laraesima
Laraesima is een kevergeslacht uit de familie van de boktorren (Cerambycidae). De wetenschappelijke naam van het geslacht werd voor het eerst geldig gepubliceerd in 1868 door Thomson.

## Soorten
Laraesima omvat de volgende soorten:
- Laraesima albosignata (Bates, 1885)
- Laraesima asperata (Bates, 1885)
- Laraesima brunneoscutellaris (Tippmann, 1960)
- Laraesima densepunctata Breuning, 1950
- Laraesima ecuadorensis Breuning, 1974
- Laraesima fuliginea (Bates, 1885)
- Laraesima hispida (Thomson, 1868)
- Laraesima nitida Monné, 1980
- Laraesima ochreoapicalis Breuning, 1973
- Laraesima pilosa Monné, 1980
- Laraesima scutellaris Thomson, 1868